# Murindó
Murindó là một khu tự quản thuộc tỉnh Antioquia, Colombia. Thủ phủ của khu tự quản Murindó đóng tại Murindó Khu tự quản Murindó có diện tích 1349 ki lô mét vuông. Đến thời điểm ngày 28 tháng 5 năm 2005, khu tự quản Murindó có dân số 2329 người.